# توقوزبلاغ (شهرستان آلای)
توقوزبلاغ (به لاتین: Toguz-Bulak) یک روستا در قرقیزستان است که در شهرستان آلای واقع شده‌است. توقوزبلاغ ۱٬۹۶۸ نفر جمعیت دارد و ۱٬۵۶۶ متر بالاتر از سطح دریا واقع شده‌است.